# Новотный, Лукаш (футболист, 2006)
Лу́каш Но́вотный (чеш. Lukáš Novotný; род. 3 июня 2006 года) — чешский футболист, полузащитник клуба «Словацко».

## Карьера
Лукаш начинал свою карьеру в клубе «Коричани», куда он пришёл в 2012 году. Через 5 лет он перебрался в «Словацко». За семь сезонов он прошёл через несколько юношеских категорий команды, став капитаном состава до 19 лет. В конце сезона 2023/24 его начали привлекать к матчам первой команды клуба, выступавшей в Первой лиге Чехии. 5 мая Лукаш впервые появился в клубной заявке на матч со столичной «Спартой». Три недели спустя состоялся его дебют в чешском первенстве: полузащитник заменил Михала Травника на 74-й минуте встречи с «Баником». По итогам сезона руководство «Словацко» приняло решение подписать с игроком первый профессиональный контракт сроком на 3 года.

## Статистика

### Клубная
| Выступление      | Выступление      | Выступление      | Лига | Лига | Кубки | Кубки | Еврокубки | Еврокубки | Прочие | Прочие | Итого | Итого |
| Клуб             | Лига             | Сезон            | Игры | Голы | Игры  | Голы  | Игры      | Голы      | Игры   | Голы   | Игры  | Голы  |
| ---------------- | ---------------- | ---------------- | ---- | ---- | ----- | ----- | --------- | --------- | ------ | ------ | ----- | ----- |
| Словацко         | Первая Лига      | 2023/24          | 1    | 0    | 0     | 0     | 0         | 0         | 0      | 0      | 1     | 0     |
| Словацко         | Итого            | Итого            | 1    | 0    | 0     | 0     | 0         | 0         | 0      | 0      | 1     | 0     |
| Всего за карьеру | Всего за карьеру | Всего за карьеру | 1    | 0    | 0     | 0     | 0         | 0         | 0      | 0      | 1     | 0     |